# Khadidja Ben Kanoun
Khadidja Ben Kanoun, (en arabe : خَدِيجَة بن كانون) également connue sous les noms de Khadidja Bent Kanoun, Khadidja Bent Belkanoun, ou encore Khedoudja Bent Ahmed Benkanoun, est une résistante algérienne du XIXe siècle originaire de la tribu des Kanoun, membre de la confédération des khachna (ou kechna), fille d'Ahmed Ben Kanoun, ancien Chaouch du Dey d'Alger.  Elle prit part à la grande insurrection de 1871 contre la domination coloniale française, et figure parmi les rares femmes identifiées dans les documents officiels comme ayant joué un rôle de premier plan.

## Biographie et engagement
Originaire des Issers, Khadidja Ben Kanoun appartenait à une famille notable. Elle était affiliée à la confrérie Rahmaniyya, courant soufi très influent dans les révoltes populaires de l’époque, et suivait exclusivement l’autorité du cheikh El-Haddad, chef spirituel et militaire de l’insurrection de 1871.

Le Journal Officiel de la République française du 25 octobre 1914 rapporte :
« En Grande Kabylie, les khouan et les moqadem furent les principaux organisateurs de l'insurrection. Les femmes, khouatat du cheikh El-Haddad, y jouèrent un rôle important. L'une d'entre elles, Khadidja Ben Kanoun, se distingua particulièrement. »

 (JO, 25 octobre 1914)
Cette citation souligne le rôle actif des femmes dans l’organisation de la rébellion, en particulier en tant que membres (khouatat) de la Rahmaniyya).

## Rôle pendant l’insurrection
Selon les sources croisées :
- Elle aurait lutté les armes à la main contre les forces coloniales.
- Elle hébergea ou soutint des groupes insurgés dans la région d’Azazga.
- Elle était perçue comme une femme d’influence morale et religieuse, et participa activement à la propagation de la révolte.

Dans un article publié par Arab News France, on peut lire :
« Khedoudja bent Ahmed Benkanoun des Issers est une héroïne au moins égale à Fatma N’Soumer. [...] Lors de l'insurrection de 1871, elle lutta les armes à la main contre les occupants français, elle était affiliée à la Rahmaniyya et n'obéissait qu'au cheikh El-Haddad. »

 — Arab News France, 2024

## Mémoire
Bien que moins connue que Fatma N’Soumer, Khadidja Ben Kanoun représente une figure essentielle de la résistance féminine algérienne du XIXe siècle. Elle est aujourd’hui redécouverte par les historiens comme une actrice majeure de l’insurrection de 1871, notamment grâce à la convergence de sources coloniales et contemporaines.